# Capraita indigoptera
Capraita indigoptera är en skalbaggsart som först beskrevs av J. L. Leconte 1878.  Capraita indigoptera ingår i släktet Capraita och familjen bladbaggar. Inga underarter finns listade i Catalogue of Life.